# Weihwasser

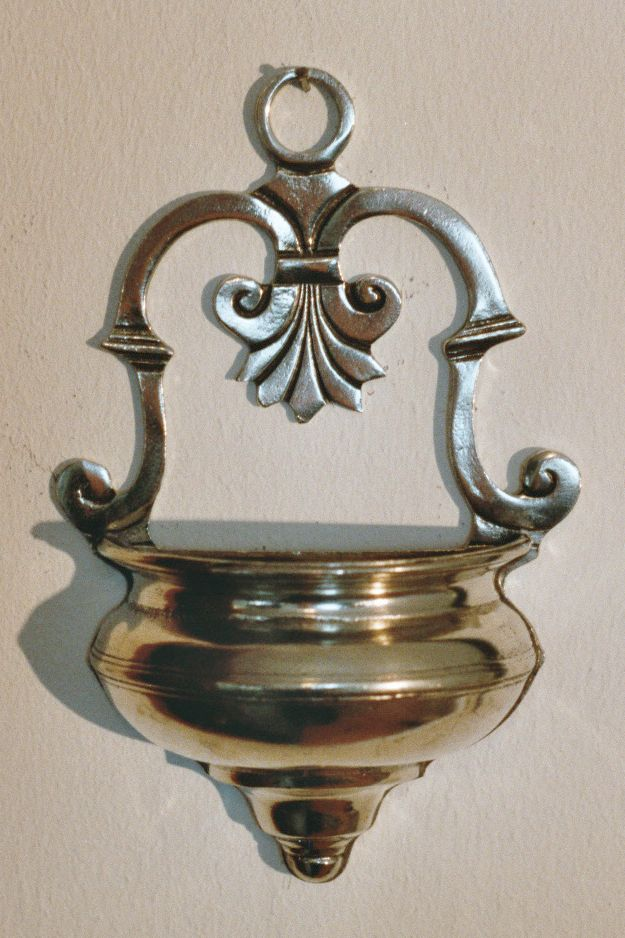
Weihwasserbehälter an einer Zimmerwand

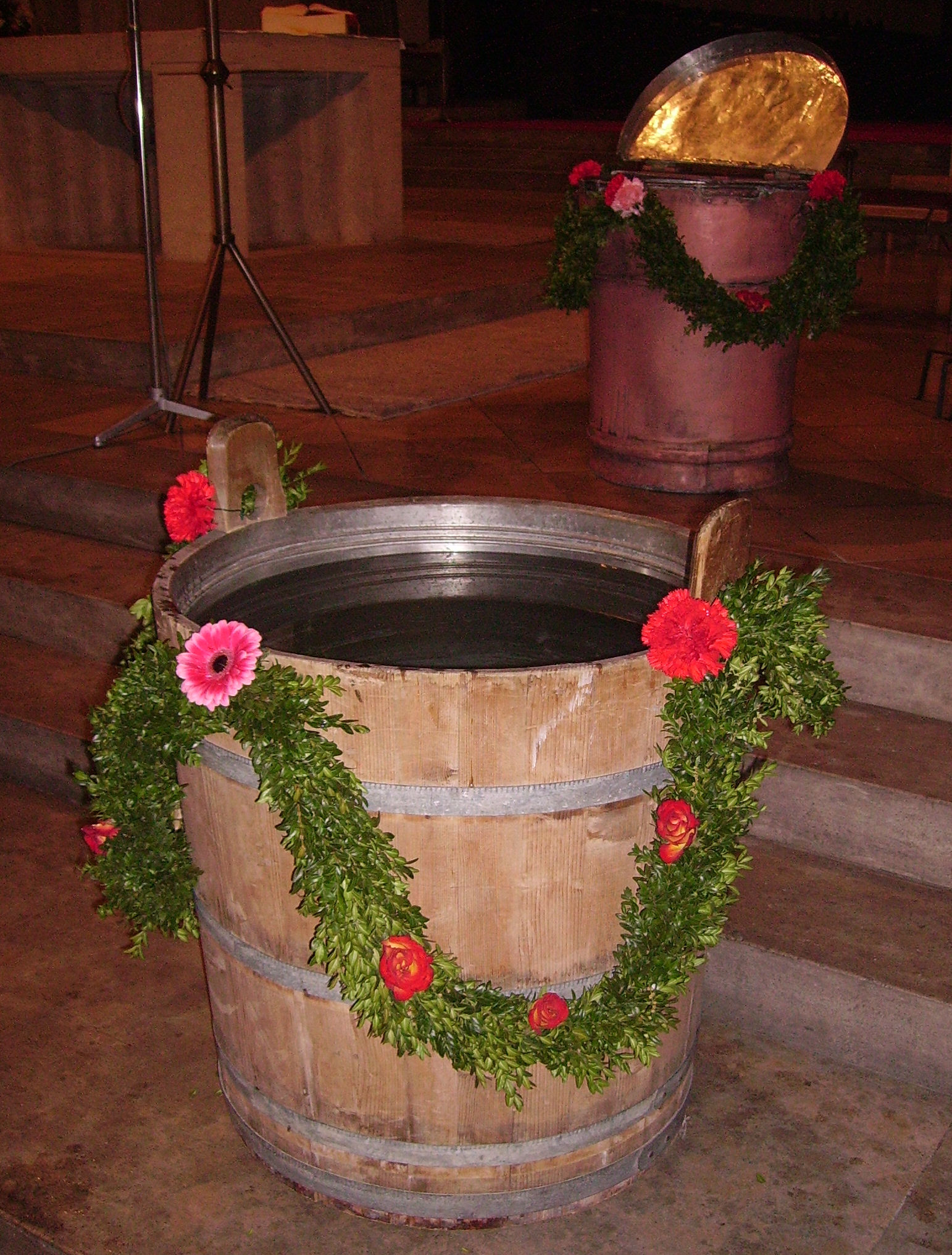
Taufwasser im Dom zu Augsburg

Weihwasser ist ein Segenszeichen. In der katholischen Kirche, den orthodoxen Kirchen und der anglikanischen Kirche dient es neben der Taufe zum Taufgedächtnis und zur Segnung. Weihwasser ist Wasser, über das (von einem Priester oder Diakon) ein Segensgebet gesprochen wurde. Vor der Liturgiereform wurde dem Wasser bei der Weihe Salz und Chrisam hinzugefügt, heute kann ihm Salz hinzugefügt werden. Weihwasser gehört zu den Sakramentalien der Kirche.

## Bedeutung
Der Gebrauch des Besprengens mit Weihwasser hat seine Ursprünge im Brauchtum der antiken Lustration. Im Segensgebet des alten Rituale Romanum heißt es, durch den Gebrauch von Weihwasser werde „jede Feindseligkeit des unreinen Geistes gebannt, der Schrecken der giftigen Schlange verjagt und der hilfreiche Beistand des Heiligen Geistes“ herbeigerufen.
Die symbolische Bedeutung des Weihwassers ist die des Wassers überhaupt: Leben, Reinigung, Gefährdung und Rettung. Durch das Segensgebet werden diese Bedeutungen mit dem Durchzug des Volkes Israel durch das Rote Meer (Exodus) und der Taufe Jesu Christi im Jordan verknüpft. So dient das Nehmen von Weihwasser mit dem Kreuzzeichen dem Gläubigen beim Eintritt in die Kirche dem Gedächtnis der eigenen Taufe.

## Riten und Bräuche

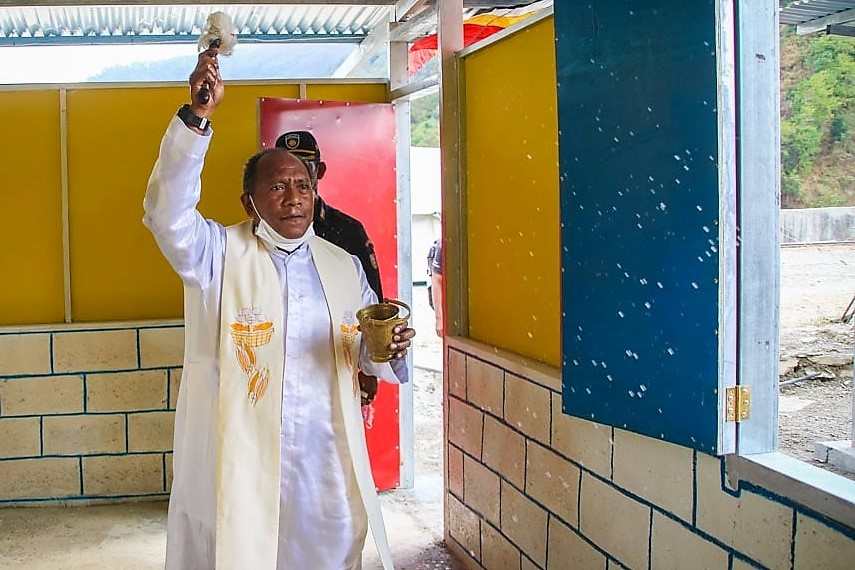
Ein Priester weiht in Osttimor eine neue Polizeistation

Weihwasser befindet sich in den Weihwasserbecken am Eingang jeder katholischen Kirche, manchmal auch in Privaträumen und auf den Gräbern der katholischen Gläubigen. Die Gläubigen tauchen beim Betreten und Verlassen der Kirche kurz die Hand in das Becken und bezeichnen sich mit dem Kreuzzeichen.
Beim sonntäglichen Taufgedächtnis in der Heiligen Messe, bei der Segnung von religiösen Zeichen und Devotionalien, Gegenständen, Gebäuden und Orten (siehe Benediktionale) und der kirchlichen Begräbnisfeier wird Weihwasser verwendet und vom Priester oder Diakon mit einem Aspergill versprengt. Dabei geht ein Ministrant als Weihwasserträger mit, der Weihwasserkessel und Aspergill bereithält.
Weihwasser kann von den Gläubigen mit nach Hause genommen und dort das Jahr über in Weihwasserbecken in den einzelnen Räumen bereitgehalten werden; in Süddeutschland finden sich solche Weihwasserbehältnisse auch auf Gräbern. Das Sich-Bekreuzigen mit Osterwasser und das Besprengen der Gräber ist eine Segnungsgeste. In einigen monastischen Orden ist es Brauch, dass der oder die Obere die Gemeinschaft nach der Komplet mit Weihwasser besprengt. Das in der Feier der Osternacht in einem eigenen Ritus geweihte Taufwasser nennt man auch „Osterwasser“.
Über den liturgischen Zusammenhang hinaus gab es auch Wasserbrauchtum zu Ostern: man schöpfte Quellwasser und wusch oder bespritzte sich damit. Auch dieses Wasser wurde „Osterwasser“ genannt. Im Rahmen der Volksfrömmigkeit spielte Weihwasser auch eine Rolle in der Volksmedizin.

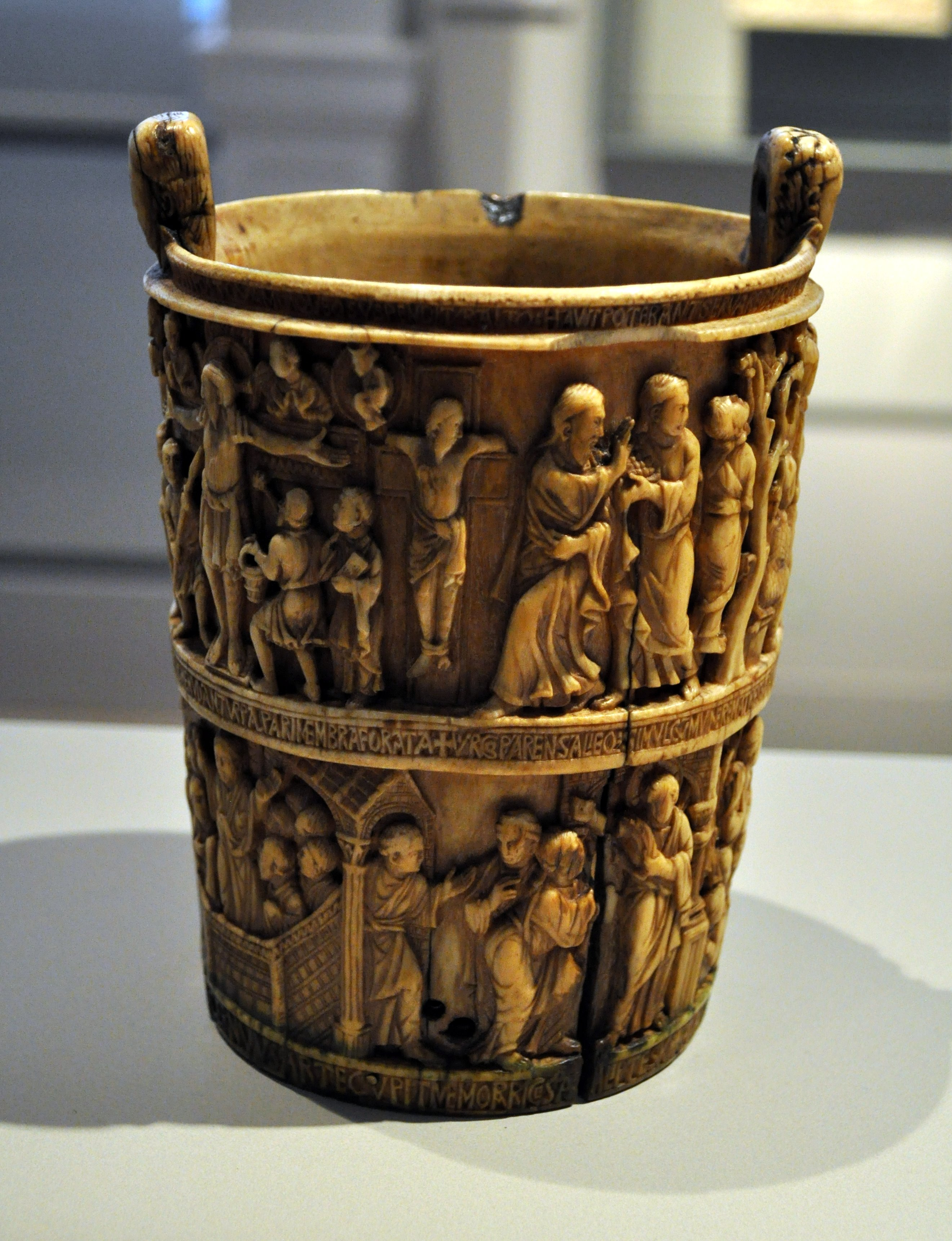
Die Basilewski Situla, eine ottonische Elfenbeinarbeit, um 920. Victoria and Albert Museum, London

## Weihwassergefäße
Zu den standortgebundenen Behältern an Kirchenportalen und in Privaträumen siehe den Hauptartikel Weihwasserbecken.
Als transportables Gefäß für das bei Segnungen mitgeführte Weihwasser wird der Weihwasserkessel, ein besonderes Henkelgefäß mit dem lateinischen Namen aspersorium verwendet. Es ist meist aus Bronze oder anderem Buntmetall, in älterer Zeit war es sicher oft aus Holz geböttchert. Kostbar gestaltete Beispiele sind selten, einige Exemplare aus Elfenbein stammen aus dem frühen Mittelalter, man nennt sie gern situla.

## Weihwasser und Hygiene

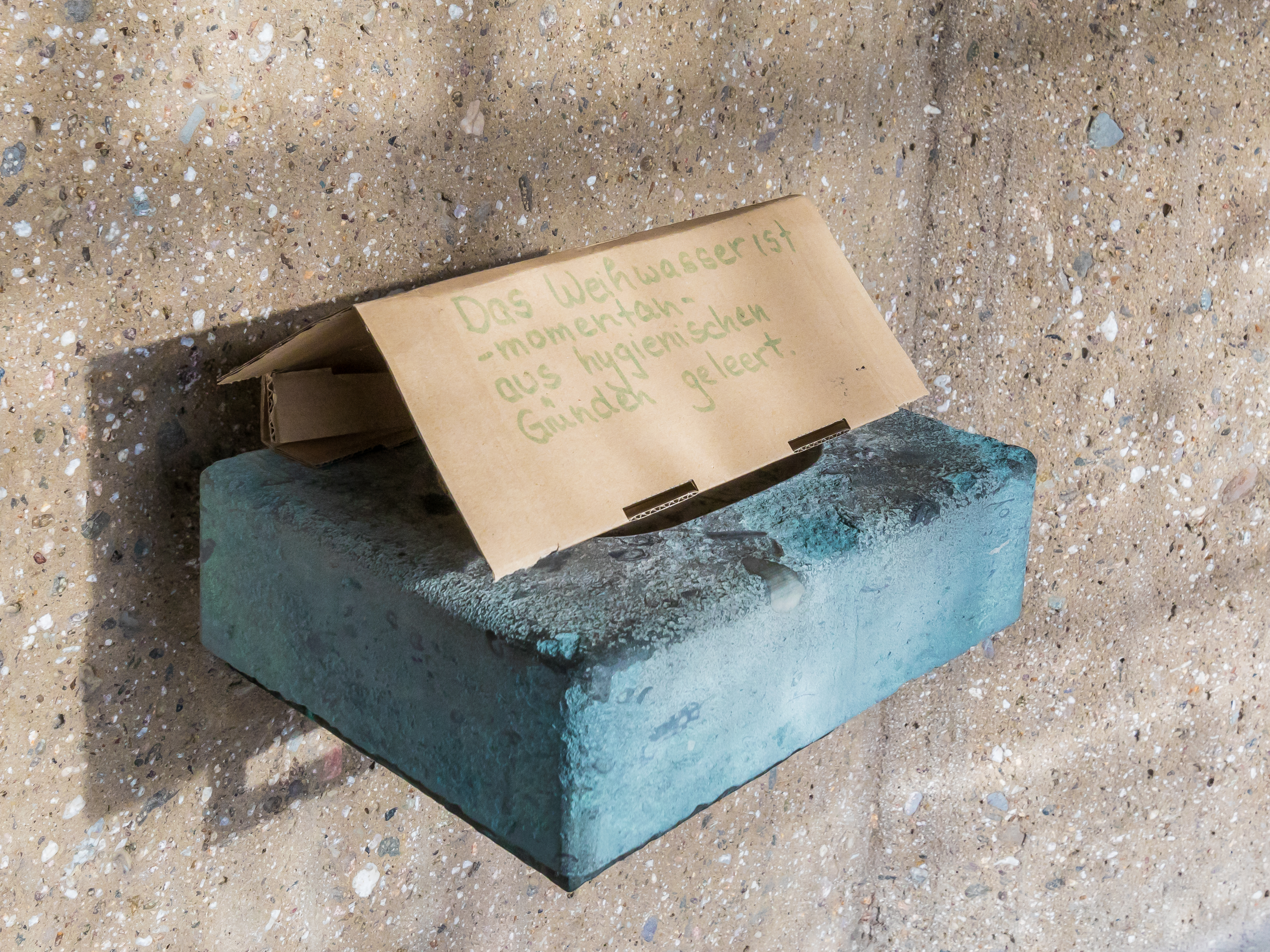
Leeres Weihwasserbecken in St. Stephan, Brühl, Januar 2021

Das „Caeremoniale Episcoporum“ (dt. „Zeremonienbuch der Bischöfe“) – erstmals im Jahr 1600 erschienen – erwartete eine wöchentliche Erneuerung des Weihwassers in Kirchen.
Der Architekt Otto Wagner ließ in der Kirche am Steinhof (1907) einen vergoldeten Spender anbringen, der das Weihwasser tropfenweise abgab, „um die Übertragung von Infektionen (Tuberkulose) zu verhindern“.
Forscher fanden in Weihwasserproben aus 30 katholischen Kirchen in Deutschland, Österreich und Spanien – im Zeitraum von 2002 bis 2017, zwischen 1500 bis 22.000 Keime pro Milliliter.
Im Zuge der COVID-19-Pandemie wurden 2020 viele Weihwasserbecken gesperrt und geleert, um den Transfer von Keimen zwischen Personen zu vermeiden. Die Österreichische Bischofskonferenz der römisch-katholischen Kirche verbot Weihwasser Anfang Mai 2020 für ab 15. Mai 2020 wieder erlaubte Gottesdienste. Vor dem Hintergrund, dass Weihwasserbecken leer bleiben, verschickte die (Junge) Katholische Kirche Vorarlberg in einer Aktion Anfang Mai 2020 Weihwasser in Sprühflaschen an Besteller. Die österreichische Bischofskonferenz verfügte in ihrer Rahmenordnung vom 20. Juni 2020, dass das Weihwasser in den Becken „häufig (zumindest 2x pro Woche) gewechselt und das Becken jedes Mal gründlich gereinigt werden“ muss. Aktuell (Mai 2021) sind im Kirchenbedarfshandel mehr oder weniger aufwändig zu Weihwasserspendern „veredelte“ Desinfektionsmittelspender erhältlich, die berührungslos (Näherungssensor) Weihwasser abgeben. Einzelne Kirchen setzen auch Spezialanfertigungen ein, bei denen eine geringe Menge Weihwasser nach Aktivierung eines Sensors berührungslos abgegeben wird.